# Sol Mateo
Sol Mateo, es el seudónimo artístico de Roberto Loayza (La Paz, Bolivia, 1956), es un artista visual boliviano. Con una trayectoria consolidada en el ámbito del arte contemporáneo, se destaca por su trabajo en fotografía digital intervenida, cartelismo, pintura, curaduría y video arte. Su obra es reconocida por su potencia estética, teatralidad y profundidad emocional.

## Trayectoria profesional
Sol Mateo estudió arquitectura, carrera que abandonó para dedicarse a las artes plásticas y visuales. Su formación artística es autodidacta, y se caracteriza por una búsqueda constante de nuevas técnicas y lenguajes expresivos. Desde los años ochenta comenzó a exponer de manera activa y a consolidar su identidad artística.
Su estilo se caracteriza por el dramatismo, el uso de la composición escénica y la carga simbólica de las imágenes, en las que representa situaciones emocionales, momentos de tensión o paisajes interiores que invitan a que los espectadores lo cuestionen y se cuestionen. Utiliza técnicas digitales para alterar fotografías y crear composiciones con fuerte contenido simbólico. En sus piezas, el tiempo y el espacio se diluyen, y se construyen atmósferas donde el cuerpo, la mirada y el gesto se convierten en protagonistas. Así se demuestra en la obra con la que se presentó en la XXXII Bienal de Sao Paulo, Bloody Mary, un retablo posmoderno en torno al rostro de una mujer.

## Reconocimientos
En 2003, obtuvo el primer premio en la categoría “Cartel inédito” de la Bienal Iberoamericana del Cartel, celebrada en La Paz, con la obra Sumando voces creceremos. El cartel fue valorado por su fuerza visual y su mensaje vinculado a los derechos humanos y la libertad de expresión.
Mención en pintura del Salón Murillo, La Paz, 1980.
Primer Premio en técnicas no tradicionales del Salón Murillo con su obra ‘El Sebastián’, La Paz, 1994.
Premio Único en pintura de la VIII Bienal de Arte Sacro, Santa Cruz, 1995.
Primer Premio en cartel inédito de la Bienal Iberoamericana del Cartel con la obra ‘Sumando voces crecemos’, La Paz, 2003.
Gran Premio Convenio ‘Andrés Bello’ del III Salón SIART con la obra ‘El patio’, La Paz, 2003.